# بیشاپس لایدرد
بیشاپس لایدرد (به انگلیسی: Bishops Lydeard) یک روستا و محله مدنی در بریتانیا است که در تاونتون دین واقع شده‌است. بیشاپس لایدرد ۲٬۸۳۹ نفر جمعیت دارد.